# Ernst-Grube-Park
Der Ernst-Grube-Park (vormals Spindlerscher Volkspark) ist eine städtische Grünanlage im Berliner Ortsteil Köpenick des Bezirks Treptow-Köpenick. Er ist nach dem deutschen Politiker und Widerstandskämpfer gegen das NS-Regime Ernst Grube benannt.

## Lage und Geschichte
Im Westen berührt der Park, der in der Ortslage Spindlersfeld liegt, eine größere Wiesenfläche (das ehemalige Ernst-Grube-Stadion), die mit einer Sichtblende gegen die hier verlaufende Spindlersfelder Straße abgegrenzt ist. Die Fläche ist seit 2008 Übungsplatz für den Hundesportverein Plänterwald, der seinen Sitz in der Straße Am Ernst-Grube-Park hat. Östlich wird der Park von der Ernst-Grube-Straße begrenzt, die bis 1962 den Namen Spindlersfelder Straße trug. Der Park wurde ebenfalls 1962 von Spindlerscher Volkspark in Ernst-Grube-Park umbenannt.
An der südwestlichen Ecke des Parks befindet sich ein kommunaler Spielplatz. Eine genaue Abgrenzung des Parks ist nicht vorhanden. Vor allem im Süden geht er in die nicht umzäunten Grundstücke von Stadtvillen über. Deshalb umfasst seine Fläche etwa 140 m × 115 m.
Bereits der Verkehrsplan des Berliner Adressbuches aus dem Jahr 1922 enthält eine eingezeichnete Grünanlage an der Stelle, an der im Stadtplan von 1928 der Spindlersche Volkspark  eingetragen ist. Die geplanten umgebenden und auch eine das Gelände durchquerende Straße waren im Verkehrsplan noch namenlos.